# Mười vị thánh trong lịch sử Trung Quốc
Từ xưa đến nay ở Trung Quốc đã xuất hiện một loạt nhân vật kiệt xuất, trong số đó được người đời sau tôn làm Thánh. Trong lịch sử Trung Quốc đã tôn 10 nhân vật nổi tiếng trong 10 lĩnh vực, gồm các nhân vật sau:
1. Văn Thánh Khổng Tử (nhà tư tưởng thời Xuân Thu);
2. Binh Thánh Tôn Tử (nhà quân sự thời Xuân Thu);
3. Sử Thánh Tư Mã Thiên (nhà sử học thời Tây Hán);
4. Y Thánh Trương Trọng Cảnh (lang y thời Đông Hán);
5. Võ Thánh Quan Vũ (tướng lĩnh thời Đông Hán-Tam Quốc);
6. Thư Thánh Vương Hi Chi (nhà thư pháp thời Đông Tấn);
7. Họa Thánh Ngô Đạo Tử (họa sĩ thời Đường);
8. Thi Thánh Đỗ Phủ (nhà thơ thời Đường);
9. Trà Thánh Lục Vũ (nhân vật thời Đường);
10. Tửu Thánh Đỗ Khang (nhân vật thời Tây Chu).[2]